# Ruska aneksija Krima
Ruska aneksija Krima odigrala se u ožujku 2014. kada su Autonomna Republika Krim i grad Sevastopolj, oboje međunarodno priznati kao dio ukrajinskog teritorija, proglasili nezavisnost i ubrzo potom priključeni Ruskoj Federaciji. Dana, 21.ožujka 2014., Moskva je de facto upravljala teritorijem Krima kao dijelom federalnih subjekata Rusije – Republikom Krim i federalnim gradom Sevastopoljem.
Aneksija je označila kulminaciju Krimske krize, koja je nastala nakon ukrajinske revolucije, ruske vojne intervencije i referenduma o statusu Krima u ožujku iste godine. Ruska je vojna intervencija formalno započela 1. ožujka, nakon što je ruski predsjednik Vladimir Putin od Savjeta Federacije dobio odobrenje da koristi vojne snage na teritoriju Ukrajine u svrhu "stabiliziranja stanja". U Ukrajini i na Zapadu se, međutim, vjeruje da je invazija počela nekoliko dana ranije, kada su zračne luke, vladine zgrade i druge strateške objekte na Krimu počele zaposjedati maskirane uniformirane osobe bez oznaka, za koje su krimske vlasti tvrdile da je riječ o miliciji "(snage samoobrane)". Slične akcije su se ubrzo proširile i na ukrajinske vojne baze i druge instalacije, koje su došle pod blokadu ruskih trupa i "snaga samoobrane", pri čemu se od ukrajinskih vojnika tražila predaja ili razoružanje. Ključne baze su se predale do 5. ožujka, kada je veliki dio ljudstva prihvatio ponudu da prijeđe na krimsku odnosno rusku stranu. Separatistička krimska vlada Sergeja Aksionova proglasila je nezavisnost Krima, a potom je održan referendum o statusu Krima na kojem je 96,77% krimskog stanovništva glasovalo za priključenje Ruskoj Federaciji. Samostalna uloga Krimljana u čitavoj krizi kao i izlaznost odnosno postotak referenduma dovedeni su u pitanje na Zapadu, gdje se ističe uloga ruske vojske i gdje je priključenje opisano kao "nevjerojatan, brz i uglavnom beskrvan puč".
Ovaj je događaj izazvao velike kontroverze te su ga osudili razni svjetski čelnici, kao i NATO, i opisali kao nezakonitu rusku aneksiju ukrajinskog teritorija u izravnom kršenju budimpeštanskog memoranduma iz 1994. o suverenosti i teritorijalnom integritetu. Kao reakciju, članovi G8 su odlučili izbaciti Rusijue iz te skupine i vratiti se skupini G7, a 2014. uvedene su i međunarodne sankcije protiv Rusije. Ukrajinska vlada Arsenija Jacenjuka potvrdila je najmanje sedam ustavnih kršenja tim činom, uključujući izbjegavanje obveze Krima da prvo zatraži zakonsku promjenu od same Ukrajine, prije traženja formalnog prava za provođenje bilo kakvih nadpolitičkih procesa. Ovo predstavlja prvi slučaj u europskoj povijesti nakon Drugog svjetskog rata da se granice suverenih država mijenjaju jednostranom akcijom u svrhu pripajanja teritorija jedne države.
Rusija se protivi pojmu "aneksija", a Vladimir Putin je branio referendum i tvrdio da je u skladu s međunarodnim pravom. Ukrajina to osporava, te ne priznaje neovisnost Krimske republike ili pristupanje nje nekoj drugoj državi, koju smatra nezakonitom. Opća skupština Ujedinjenih naroda je također odbacila referendum, usvojivši neobvezujuću rezoluciju 68/262 kojom potvrđuje "teritorijalni integritet Ukrajine unutar međunarodno priznatih granica".
Godinu dana kasnije, prema jednom istraživanju 93% stanovnika Krima imalo je pozitivan, a 4% negativan stav o ruskom preuzimanju kontrole nad poluotokom. U ekonomskoj usporedbi, plaće su u godinu dana nominalno porasle za 45%, ali realno zapravo i pale za -8,5%, jer su velike stope inflacije porasle za 53,5 %.
Događaj je izazvao i egzodus krimskih Tatara: UN navodi da je preko 10.000 osoba napustilo Krim u 2014., većinom Tatara, čime je ta ionako krhka nacionalna zajednica još jednom smanjena na tom području. Visoki povjerenik za ljudska prava UN-a upozorio je u izvještaju iz 2015. da se na Krimu krše ljudska prava slobode govora, slobode okupljanja (Tatarima nije dozvoljeno obilježiti 71. godišnjicu deportacije Tatara), slobode vjeroispovjesti i druga. U 2015. troškovi vode porasli su za 15% a električne energije za 14,4%, pošto je Krim ovisan o uvozu struje preko kopnene Ukrajine (85%), te vode za poljoprivredno navodnjavanje za 80%.

## Povezano
- Referendum o statusu Krima
- Ruska vojna intervencija na Krimu 2014.

## Izvještaji
- UN. 15.5. 2014. Report on the human rights situation in Ukraine (PDF). Office of the United Nations High Commissioner for Human Rights Provjerite vrijednost datuma u parametru: |year= (pomoć)

## Vanjske poveznice
- Krim: Poluostrvo straha - izvještaj Amnesty International povodom godišnjice uspostave ruske vlasti nad Krimom